# Dragonball: Evoluția
Dragonball: Evoluție este adaptarea pentru marile ecran a seriilor manga și anime create în 1984 de artistul Akira Toryama. Filmul din 2009 este regizat de James Wong și are în distribuție actorii: Chow-Yun-Fat, Ernie Hudson, James Marsters, Justin Chatwin, Emmy Rossum sau Jamie Chung.

## Prezentare
Filmul începe cu Goku, care la împlinirea vârstei de 18 ani, află că este mai mult decât un adolescent obișnuit, fiind singurul care îl poate opri pe extraterestrul Piccolo să cucerească lumea. Pe patul de moarte, bunicul lui Goku, înțeleptul Gohan (Randall Duk Kim), îi spune că pentru a-l alunga pe Piccolo din lumea asta trebuie să-l găsească pe maestrul Roshi (Chow-Yun-Fat) și împreună cu acesta să găsească cele 7 globuri ale dragonului, a căror putere mistică poate îndeplini orice dorință. Goku mai face echipă pentru găsirea globurilor cu frumoasa Bulma Briefs(Emmy Rossum) și cu Yamcha (Joon Park), banditul deșertului, care la prima vedere pare un ticălos, dar care jură că își va risca viața pentru protejarea globurilor dragonului. Goku și prietenii săi vor trebui sa fie foarte rapizi si precauți în găsirea globurilor deoarece și Piccolo este pe urmele lor. Filmul excelează în efecte speciale și vizuale, însă a fost relativ prost primit de public.

## Actori
- Justin Chatwin este Goku
- Emmy Rossum este Bulma Briefs
- Chow Yun-fat este Master Roshi
- Jamie Chung este Chi-Chi
- James Marsters este Piccolo
- Joon Park este Yamcha
- Eriko Tamura este Mai
- Randall Duk Kim este Grandpa Gohan
- Ernie Hudson este Sifu Norris

## Continuări
Cu toate că filmul a fost un eșec în privința încasărilor, 20th Century Fox mai pregătește încă două continuări.